# Рудик Тарас Богданович
Тарас Богданович Рудик (народився 3 листопада 1979 року, Луцьк) – український кардіохірург, медичний директор Клініки хірургії серця та судин «Симбіотика» («Symbiotyka medical group») у Стрию.

## Біографія
Тарас Рудик народився 3 листопада 1979 року у Луцьку.

#### Освіта та стажування
- 2005 рік – закінчив Львівський національний медичний університет імені Данила Галицького) за спеціальністю «лікувальна справа».
- 2006 рік – пройшов спеціалізацію з хірургії серця та магістральних судин на кафедрі хірургії серця та магістральних судин Національної медичної академії післядипломної освіти імені П. Л. Шупика на базі Національного інституту серцево-судинної хірургії імені М. М. Амосова Національної академії медичних наук України.
- 2007—2008 роки - стажувався у шпиталі імені Яна Павла II у Кракові.
- 2009—2010 роки – навчався у Національному університеті «Києво-Могилянська академія». Отримав міжнародний диплом магістра управління в системі охорони здоров'я.
- 2011—2013 роки – стажування на робочому місці у клініці для дорослих Державної установи «Науково-практичний медичний центр дитячої кардіології та кардіохірургії» МОЗ України.
- 2016—2018 роки  – стажування на робочому місці у PAKS (Polsko-Amerykańskie Kliniki Serca II Oddział Kardiologiczny, Bielsko-Biała, Polska) під керівництвом Вітольда Гербера (Witold Gerber) — одного з лідерів європейської мініінвазивної кардіохірургії.
- 2020 рік  – отримав диплом магістра за спеціальністю «Менеджмент» у Львівському регіональному інституті державного управління Національної академії державного управління при Президентові України.

#### Професійна діяльність
- 2006-2019 роки – працював кардіохірургом у відділенні кардіохірургії Львівської обласної клінічної лікарні
- З 2020 року – провідний кардіохірург, медичний директор у Українсько-британська клініка "Симбіотика"/Symbiotyka medical group

#### Наукова діяльність
- 2014—2019 рік – асистент кафедри хірургії № 2 Львівського національного медичного університету імені Данила Галицького. Автор багатьох наукових статей та співавтор, із професором Ігорем Кобзою, двох патентів на операції з використанням мініінвазивних технологій під час операцій при метастатичному ураженні серця.

Одружений, має сина та доньку. Дружина – лікар.

## Досягнення
Один з небагатьох в Україні кардіохірургів із великим досвідом роботи у напрямку малоінвазивної коронарної, реконструктивної клапанної хірургії серця. Відомий, як перший західноукраїнський кардіохірург, який виконав у Львові операцію на серці з мінідоступу (через міжреберний розріз 6–8 см) відповідно до європейських протоколів: із застосуванням спеціального інструментарію та з використанням вуглекислого газу. У доробку кардіохірургічної команди Тараса Рудика понад 1500 виконаних кардіохірургічних операцій. Виконує такі мініінвазивні хірургічні втручання як багато судинне коронарне шунтування, пластика і протезування мітрального клапана, видалення пухлин серця, корекція деяких вроджених вад серця у дорослих.